# エクスプレス補給キャリア

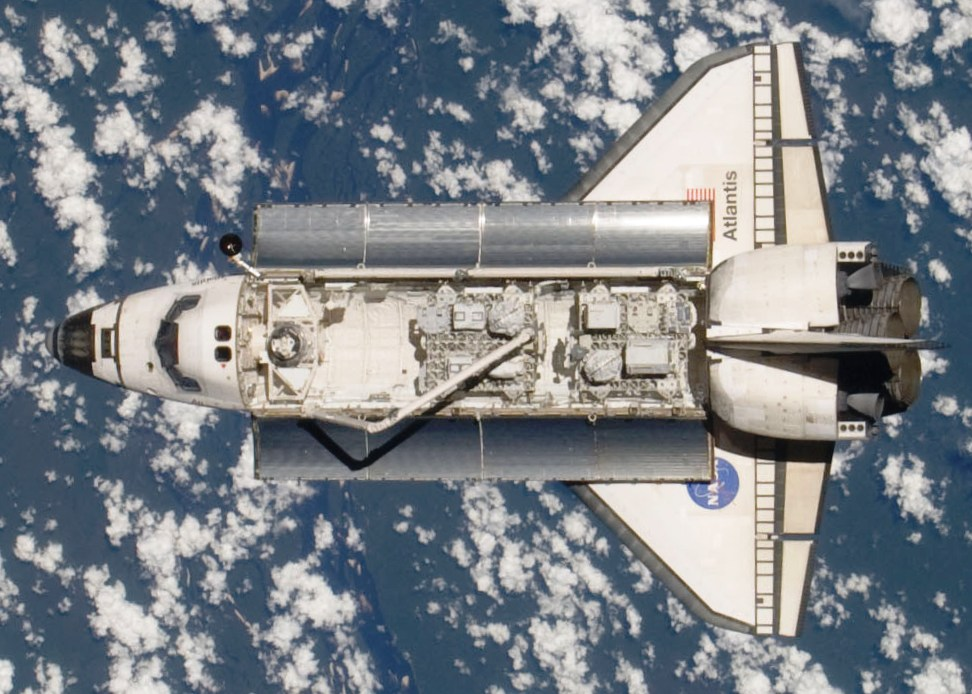
ELC1および2を搭載したシャトル(STS-129)

エクスプレス補給キャリア（エクスプレスほきゅうキャリア、英語: ExPRESS Logistics Carrier、略称：ELC）は、国際宇宙ステーション（International Space Station、略称：ISS）の曝露機器の予備品を運搬・保管する輸送キャリアであり、ISSのトラスに4基が設置された。ISSから電力および通信インタフェースの供給を受けられる。ExPRESSは「Expedite the Processing of Experiments to the Space Station（宇宙ステーションに実験の進行を促進させる）」の頭文字を取ったもので、メリーランド州グリーンベルトのゴダード宇宙飛行センターが主に開発を担当し、ジョンソン宇宙センターおよびマーシャル宇宙飛行センターがこれを補佐した。当初は「エクスプレス・パレット（Express Pallet）」と呼ばれ、与圧部で使われている「エクスプレス・ラック（Express Rack）」の曝露機器版として考案されたものであった。ELCを使用することで科学者は独自の衛星などを用意しなくても、真空の宇宙空間に実験機器を設置できるようになった。ELCはISSのトラス上に設置されている共通結合システム（Common Attach System、略称：CAS）に直接取り付けられる。

## 詳細
ELCの電力系サブシステムにはエクスプレスキャリア電子機器（ExPRESS Carrier Avionics, ExPCA）があり、実験装置に電源を供給し、ISSとのデータの送受信を行う。ExPCA内部では、コールドファイアというCPUを基礎にして作られたコンピューターとソフトウェアおよび関連装置が「飛行制御機器（Flight Controller Unit, FCU）」を構成している。FCUは無料公開の即時制御ソフトであるRTEMSで稼働し、ELCのコマンドおよびデータ処理(C&DH)システムとして下記の目標を達成すべく、コンピューターと通信の発信源となっている。
- ISSとの低速データリンク（Low-Rate Data Link, LRDL）を介して、ELC本体及び搭載している実験機器へのコマンドを受信する。ExPCAは軍事基準1553（MIL-STD-1553（英語版））で規定されたISSのローカルバスのリモートターミナルとして作動する。またExPCAや搭載実験機器からISSに対してハウスキーピングデータを送ることもできる。
- ExPCAからELCに搭載している実験機器にLRDLを介してISSからの実験指示を送り、また実験機器からISSに向けてデータを送信する。これもMIL-STD-1553で規定されていることで、ExPCAはバス・コントローラー（Bus Controller）としても機能する。
- ELCとISSとの間の高速データリンク（High-Rate Data Link, HRDL）を提供する。これは光ファイバーケーブルを使用することで毎秒95.0 MBのデータの転送が可能である。この装置の主目的は、実験機器からISSへの大容量のデータを送信することである。
- ELCと搭載実験機器の間でイーサネットを使用したローカル・エリア・ネットワーク（LAN）を形成し、毎秒6.0MBのデータの送受信をする。この装置の主目的は、科学的実験データをHRDLを介してISSとやりとりすることである。
- 各エクスプレス搭載物接続器（ExPRESS Payload Adapter, ExPA）では、6個のアナログ入力チャンネルをサポートする。
- 各ExPAでは、6個の独立したコマンドチャンネルをサポートする。

ELC-2には、ELCに初めて搭載される実験装置が設置された。これはMISSE-7（Materials for ISS Experiment-7）と呼ばれる材料曝露実験装置であった。

## ELCの打ち上げ実績
ELC-1とELC-2は、2009年11月16日に打ち上げられたスペースシャトル・アトランティス（STS-129）で、ELC-4は2011年2月24日にディスカバリー（STS-133）で、ELC-3は2011年5月16日にエンデバー(STS-134)でISSに搬送された。
ELC-5は、シャトル搭載マニフェスト上では搭載する余裕がなかったため打上げられなかった。
| 打ち上げ日     | 計画名              | シャトル機体   | ELC              | 設置場所                                     |
| -------------- | ------------------- | -------------- | ---------------- | -------------------------------------------- |
| 2009年11月16日 | STS-129（ISS ULF3） | アトランティス | ELC-1およびELC-2 | P3トラス下側(ELC-1)、S3トラス上側右舷(ELC-2) |
| 2011年2月24日  | STS-133（ISS ULF5） | ディスカバリー | ELC-4            | S3トラス下側左舷                             |
| 2011年5月16日  | STS-134（ISS ULF6） | エンデバー     | ELC-3            | S3トラス上側                                 |